# Джукич, Сречко
Сречко Джукич (серб. Срећко Ђукић; род. 7 января 1947, Subotica, Koceljeva, НР Сербия, Югославия) — югославский и сербский дипломат, экономист, публицист, писатель. Публикует профессиональные и научные статьи по экономической политике, экономическому планированию, научно-техническому прогрессу, а также статьи по международным экономическим отношениям, внешней политике, дипломатии, энергетике.

## Биография

Родился 7 января 1947 года в селе Суботица, община Коцелева, Тамнава. Он закончил начальную школу в своем родном месте, получил образование в Валево и Белграде. Окончил экономический факультет Белградского университета (1970 г.), получил степень магистра (1974 г.) и доктора (1980 г.) в том же университете; специализировался в Москве; говорит на русском, болгарском и английском языках.
Предметы исследования Джукича — СССР, СЭВ (Совет экономической взаимопомощи), Варшавский договор, биполярные отношения и сферы интересов; распад Советского Союза и процесс распада постсоветского пространства; Российская Федерация и её новое окружение, бывшие советские республики как независимые государства; интеграционные усилия, Содружество Независимых Государств, Евразия; Восточная Европа, Балканы, отношения Восток-Запад; энергетическая политика в области газа, нефти и атомной энергии.
Джукич является автором множества предисловий, послесловий, бесед, рецензий. Он регулярно появляется в отечественных и зарубежных СМИ, на профессиональных и научных собраниях. Многочисленные статьи, комментарии, Интервью в наших и зарубежных периодических изданиях («Директор», «Деловая политика», «Экономическая политика», «Югославское обозрение», «Нин», «Международная политика», «СЭВ», «Международная жизнь», «Аргументы», «Экономические перспективы»), газетах («Политика», «Блиц», «Вечерние новости», «24 часа», «Дума», «Континент», «Пари», «Республика», «Беларусь сегодня», «Воля народа»), агентства, радио, телевидение, порталы в стране и за рубежом.
Джукич пишет работы профессионального и научного характера, которые дополняются публицистикой и литературной формой.
Состоит в браке, имеет двоих детей (дочь и сына) и троих внуков.
В своей профессии он прошёл путь от младшего экономического аналитика и планировщика, советника и секретаря в правительстве Югославии до дипломатических должностей в стране и за рубежом. Он начал свою карьеру в Федеральном институте экономического планирования (1970—1974), продолжал (до 1986 года) в Союзном исполнительном совете (СИВ, правительство СФРЮ) в качестве советника члена СИВ по экономическим и политическим вопросам и секретаря Координационной комиссии СИВ для сотрудничество между СФРЮ и СЭВ. Джукич участвовал в важнейших переговорах между СФРЮ и СЭВ, в заседаниях высших органов СЭВ, а также в работе ряда профессиональных и других высших органов СЭВ.
Как югославский/сербский дипломат, Джукич работал в миссиях и посольствах Югославии в Москве (в СССР и России), Софии (Болгария) в качестве советника и советника министра, в Минске (Беларусь) в качестве посла. После агрессии НАТО 1999—2000. работал в Косово и Метохии. В Министерстве иностранных дел (1986—2012) является координатором по региональному сотрудничеству, помощником начальника по СССР и Восточной Европе, заместителем директора Директората по Европе, директором Аналитического управления Службы исследований и документации (СИД), директором Директората по России и России. Евразия, посол.
Джукич был приглашённым профессором Университета Баня-Луки, при Красноярском федеральном университете (Россия); профессор Факультета дипломатии и безопасности Университета Унион в Белграде; преподаватель Факультета политических наук в Белграде, Школы внешней торговли Торговой палаты Сербии, Открытой школы в Белграде, Школы «Дипломаты будущего» в молодёжном лагере «Океан» в Владивостоке (Россия).
Он является членом Форума международных отношений Европейского движения в Сербии.
С 2004 по 2011 год доктор Сречко Джукич был Чрезвычайным и Полномочным Послом Республики Сербия в Белоруссии, дуайеном[что?] дипломатического корпуса.